# أمبريال أويل
أمبريال أويل المحدودة هي شركة بترولية كندية. إنها ثاني أكبر شركة نفط متكاملة في كندا. تمتلك شركة إكسون موبيل حصة 69.6 في المائة في الشركة. وهي منتج مهم للنفط الخام والبيتومين المخفف والغاز الطبيعي ومصفاة البترول الرئيسية في كندا ومنتج رئيسي للبتروكيماويات ومسوق وطني مع شبكات الإمداد والتجزئة من الساحل إلى الساحل. وتشمل عمليات البيع بالتجزئة إسو العلامة التجارية محطات الخدمة و على تشغيل / <i id="mwMQ">مارشيه اكسبرس</i> وتايجر وعبر عن العلامة التجارية والمتاجر .
ومن المعروف أيضا عن مقتنياتها في ألبرتا أويل ساندز . تمتلك إمبريال 25 في المائة من سينكرود، التي تعد واحدة من أكبر عمليات الرمال النفطية في العالم. تعمل إمبيريال أيضًا في مشروع مشترك لاستخراج الرمال النفطية مع شركة إكسون موبيل، وتسمى كيرل أويل ساندز.
يقع مقر الشركة في مدينة كالجاري في ألبرتا . كان مقرها في تورونتو ، أونتاريو ، حتى عام 2005. معظم الإنتاج الإمبراطوري هو من موارده الطبيعية الهائلة الموجودة في رمال ألبرتا النفطية  وحقل نورمان ويلز النفطي في الأقاليم الشمالية الغربية .

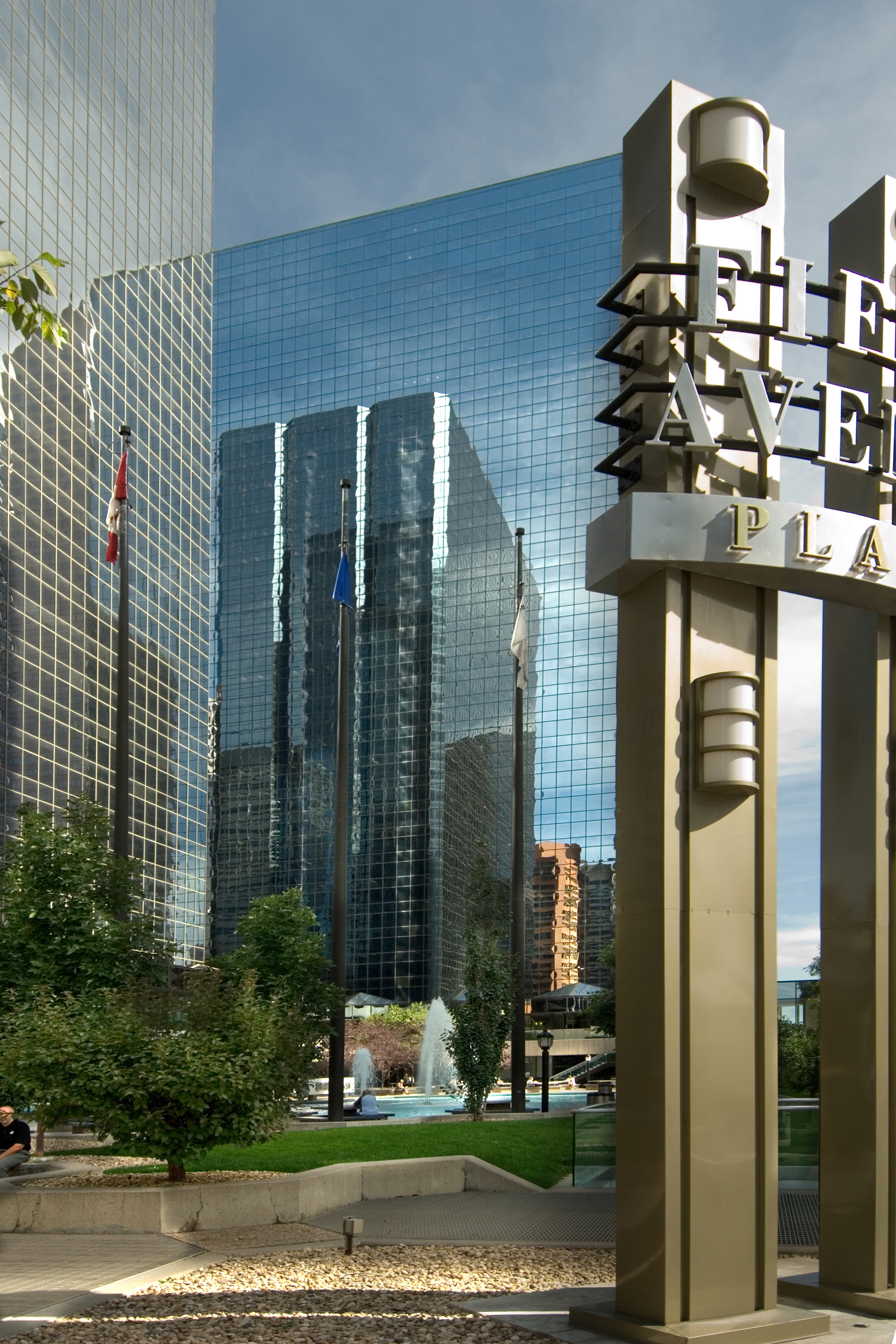
فيفث أفنيو بليس ، مقر إمبيريال أويل